# フェアユース
フェアユース（英語：fair use、公正利用とも訳される）とは、アメリカ合衆国の著作権法などが認める著作権侵害の主張に対する抗弁事由の一つである。同国の著作権法107条（合衆国法典第17編第107条 17 U.S.C. § 107、107条の参考日本語訳）によれば、著作権者の許諾なく著作物を利用しても、その利用が4つの判断基準のもとで公正な利用（フェアユース）に該当するものと評価されれば、その利用行為は著作権の侵害にあたらない。このことを「フェアユースの法理」とよぶことがある。
米国におけるフェアユースの大きな特徴の一つは、著作権者の許諾なしに著作物を利用できる場合（言い換えれば著作権が制限される場合）について、欧州連合や日本の著作権法のように具体的な類型を列挙する（限定的使用のための複製や引用、裁判手続等における複製など。後述参照）のではなく、抽象的な判断指針として示していることである。

## 歴史
フェアユースの法理は、米国において1841年の Folsom v. Marsh 判決（マサチューセッツ州連邦巡回裁判所）において最初に確立されたものとされる（例えば Campbell v. Acuff-Rose Music, Inc. の最高裁判決）。
Folsom v. Marsh判決では、ジョージ・ワシントンの書簡に伝記を付した著作物を編纂した原告が、そこに掲載されたワシントンの文章の抜粋をふんだんに盛り込んだ伝記を記した被告を訴えたもので、ストーリー裁判官はイギリスの判例を参照しつつ被告の利用が正当化可能な利用であるかどうかを検討した。その中で、この種の問題については往々にして以下の3つの要素を考慮することが必要になるという見解を述べた。これらは後の裁判で参照され、現在の4つの要素を考慮する考え方となっていった。
1. 「抜粋の性質と目的」
(the nature and objects of the selections made.)
2. 「利用された部分の量と価値」
(the quantity and value of the materials used.)
3. 「原作品の売り上げの阻害、利益の減少、または目的の無意味化の度合い」
(the degree in which the use may prejudice the sale, or diminish the profits, or supersede the objects, of the original work.)

判例を通じて形成されたフェアユースの法理は、1976年制定の著作権改正法で初めて条文として盛り込まれた (§107) 。この条文化は判例の確立した考え方を立法によって変更するものではなく、単に条文に盛り込んだものだとされる。なお、これ以前にも1960年代にはフェアユースの4要素を法の条文に盛り込もうという試みは存在している。Patry (1995) によれば1964年のH.R. 11947、H.R. 12354、S. 3008の3法案はいずれもそのような改正案を含んでいる。

## 1976年著作権法における内容と判断
1976年制定の著作権改正法 (1978年1月1日より施行) では「批評、解説、ニュース報道、教授（教室での利用のための複数のコピー作成行為を含む）、研究、調査等を目的とする」場合のフェアユースを認めているが、著作物の利用がフェアユースになるか否かについては少なくとも以下のような4要素を判断指針とする。なお、下で示された4要素はあくまで例示に過ぎず、5つ目以降の要素を検討することも認められている。
1. 利用の目的と性格（利用が営利性を有するか、非営利の教育目的かという点も含む）
利用が営利性を有すると認められたならば、フェアユースの成立を否定的に、非営利であれば肯定的に見積もり、他の要素の判断を行う[7]。非営利と認定されれば原告が、営利と認定されれば被告がそれぞれ「著作物の潜在的利用又は価値に対する利用の及ぼす影響」を立証する必要がある[8]。また、トランスフォーマティブな利用（transformative use、「変形的利用」などと訳され、元の著作物の市場との衝突が少なく、元の著作物には存在しない付加価値をつけた利用をさす[9]。パロディーが代表例として挙げられる[10]。）については商業的であっても非営利である場合と同じく、原告が「著作物の潜在的利用又は価値に対する利用の及ぼす影響」を立証する必要がある[11]。
なお、全ての会員がアクティベーション解除やアップロードなど、いずれかの作業を分担することで、著作権が存続しているソフトウェアを共有する会員制のウェブサイトを運営していた被告が「大学教授が、利用者から対価を受け取らず、大学構内にサーバーを設置して運営していたため、教育目的の非営利だ」と主張した裁判において、分担しなくてはいけない「いずれかの作業」を実行する労力の提供を「営利」と認め、フェアユースの成立を否定した判例が存在する[12]。また、正規に著作物の複製を入手する費用を節約するための私的な複製も「営利」と認められている[8]。
ただし、単に営利的・非営利的というのみで決定されるものではない。名誉毀損を目的とする広告に対抗するべく、支持者から寄付を募るために同広告を100万部に渡り複写し送付した事例では、利用の目的が資金を集めるという営利的なものではあったが、それ以上に「広告への対抗」である点を重視しフェアユースを認めた[13]。
2. 著作権のある著作物の性質
著作物の内容が事実を伝えたり（例えば、書式が限られる学術論文[11]）、単にある機能を果すだけの著作物（例えば、地図）であれば、その著作物の使用にフェアユースが認められる公算は高くなる[14]。反対に著作物の内容が芸術性を多分に帯びたもの（例えば、小説[11]）であれば、フェアユース成立の蓋然性は低くなる[14]。利用が極めて困難な絶版などの理由があれば、それもフェアユース成立に有利に働く[15]。公表権を侵害した場合はフェアユースの成立に悪影響を及ぼすが、決定的な要因たりえず[注釈 3]、この事実のみでもってフェアユース成立が否定されることはない（#1992年の改正も参照）[14]。
3. 著作物全体との関係における利用された部分の量及び重要性
一般に、著作物の使用量が少なく、また、使用箇所が著作物の核心的部分に触れていない場合、フェアユースが認められやすくなる[14]。ただし、単に量のみが斟酌されるのみならず、目的の達成に必要な量を超えて使用したかが焦点となるため、状況によっては完全な複製であってもフェアユースが認められることはある[14]。使用箇所が著作物の核心的部分に触れると量によらず、フェアユース適用に対して負に働きうる[16]。
4. 著作物の潜在的利用又は価値に対する利用の及ぼす影響
複製物の使用が市場（潜在的な市場を含む）に悪影響を与える場合、フェアユースの成立を不利にする[17]。

1976年の著作権改正法は著作物の無断利用がフェアユースとされる場合の要件を大まかに規定しており、判断指針として条文化されているに過ぎない（これに対し、§108以下の規定に基づく著作権の制限は準則として示されている）。このため、フェアユースになるか否かは個々のケースについて裁判所が判断する。またこれらの判断要素についてはある要素が他の要素より重きを置くことを要求されておらず、フェアユースになるか否かはこれらの要素を総合的に判断することによって決めることになる。ただし、実際上は4番目の「市場への影響」が最も重視されることを多く、裁判所もその事実を認めている。
このようにフェアユースの法理は抽象的な判断指針として示されているに過ぎず非常に曖昧な点があるため、個々のケースについて著作物の無断利用が著作権侵害になるのか否かに関して訴訟で深刻な争いが起きやすい。例えば日本の著作権法には私的使用のための著作物の複製に関する規定が存在するが（著作権法30条）、米国著作権法には同旨の規定が存在しない。そのため、テレビ放送の私的使用のための家庭内録画が著作権侵害になるか否かにつき深刻に争われたことがある（Sony Corp. of America v. Universal City Studios Inc., 464 U.S. 417、いわゆるベータマックス事件）。
なお、文学的及び美術的著作物の保護に関するベルヌ条約を批准しているアメリカ合衆国は同条約第九条第二項で示されたスリー・ステップ・テストに合致した条件で著作権制限規定を盛り込み、施行せねばならず、「特別の場合について」というベルヌ条約の定めを遵守しているのかという疑問が、学者から提起されることがあるが、加盟国からフェアユースについて異議が提出されたことはない。また、学説の通説も「米国法のフェアユースはスリー・ステップ・テストに反しない」とする解釈が大多数を占めている。

## 1992年の改正
未公開であることを理由にフェアユースの成立を否定した、1985年のハーパー・アンド・ロー対ネイションエンタープライズ裁判以降、未公開であることを決定的な理由としてフェアユースの成立を否定した下級裁判所の判決が相次いだため、「[4要素]を考慮してフェア・ユースが認定された場合、著作物が未発行であるという事実自体は、かかる認定を妨げない。」という文言が1992年の著作権改正法で追加された。これは未公表であることにより一律してフェアユースを認めないとなると、歴史研究の分野に悪影響を及ぼすとされたためである。

## 各種団体によるガイドラインの作成
「著作権法全体の中で最も厄介である」(the most troublesome in the whole copyright) と言わしめたフェアユースの法理は法的予見性に問題があるため、アメリカ合衆国では各種の業界団体が著作物の利用に関する詳細なガイドラインを定めていることがある。例えば教育目的の著作物の利用については教育機関、出版業者などにより Guidelines for Classroom Copying in Not-For-Profit Educational Institutions with Respect to Books and Periodicals や Guidelines for Educational Uses of Music というガイドラインが作成されている。一方で、エリック・J・シュワルツは、フェアユースとして許容される複製の量や方法を明文で規定することは不可能であろう、としている。

## 各国の法制化状況

### 欧州連合
欧州連合 (EU) では、米国著作権法のようなフェアユースの法理による、一般的な著作権制限の条項に対して否定的な立場をとり、個別列記の方式をとっている。この方針は、2001年のEU情報社会指令に起因する。情報社会指令では、制限条項を21条件に限定しているだけでなく、EU加盟国の国内法でこの21条件以外を追加規定することを禁じている。また、2019年にDSM著作権指令が成立したことから、EUでは制限条項を新たに3条件追加している。
フェアユースの法理を採用するかは、法的な安定性と柔軟性のどちらを重視するかに依存する。欧州各国のように限定列挙すれば、著作権者にとっては著作財産権の価値が高まると同時に、著作物の創作のための投資と回収の見通しが立ちやすくなる。一方で米国のように一般的な基準を設け、個別判断は裁判所に任せることで、著作物の内容や流通経路といった社会的・技術的な変化にも対応しやすくなるメリットが考えられる。実際、フェアユースを導入している米国よりも、導入していない欧州の方が、インターネットを通じた著作権侵害の件数が多いとの指摘がなされている (2013年時点での比較)。
たとえば、Googleサジェスト機能 (オートコンプリート機能) が著作権法上の複製権侵害に該当するかについて、欧州各国の司法判断は分かれている。楽曲を例にとると、一般ユーザがGoogle検索で「共有サイト、大量アップロード、高速シェア」などとキーワード入力すると、違法なデジタル楽曲シェアサイトが検索ヒットすることから、Googleが著作権侵害サイトにユーザを誘導してしまうおそれがある。これに対し、フランスではパリ大審裁がGoogle有利の判決を2011年5月に出している。これは、サジェストされた検索結果が必ずしも違法サイトに限らないとの理由からである。スペインの最高裁もデ・ミニミスだとして、Googleのデータキャッシングが著作権侵害に当たらないと判示している。しかしベルギーでは同件について違法と判示されている。著作権法の改正は常に技術革新の後追いとなるため、条文で公正利用の条件を個別規定するより、司法判断に託す方が公平性が保てるとして、フェアユースの欧州導入に賛成の意見もある。

### イギリス
英米法を採用するイギリスにおいては、1988年著作権・意匠・特許法第29条により、フェアディーリングが法で定められており、「非商業目的のための研究」（第1項）または「私的学習」（第1c項）において複製が認められているが、商業利用は認められていない点でアメリカのフェアユースとは異なる。また、米国法で明文化されている4要件などの具体的要件は、英国法において明文化されていない。ただし、数々の判例により、以下の3要素を決定的要素として審判されている。
1. 複製が著作権者の正規の販売を妨げるか
2. 複製の量・割合
3. 複製者が複製によって経済的利益を得るか

一方、司書や図書館員が図書館で業務を行う際は「1989年著作権規則（司書およびアーキビスト）（著作権を有する素材の複製）」 (The Copyright (Librarians and Archivists) (Copying of Copyright Material) Regulations 1989) に従う必要があり、これに反する行為をフェアディーリングの下、行なうことは禁じられている（第3項第a号）。また、逆コンパイルやそのためにプログラムを複製することもフェアディーリングの対象外であると明示されている（第3項第a号、同項第b号）。
フェアディーリングと同様の条項はイギリスのみならず、イギリスと同様の法体系を有する国家においても採用されている。なお、（場合によっては商業利用をも認める）アメリカ式のフェアユースの導入を呼びかける声も存在するが、法文化の差異から、導入には消極的である。

### イスラエル
イスラエルでは2007年11月に改正著作権法がクネセトを通過、イギリス式のフェアディーリングから米国式のフェアユースとほぼ同等の条文（第19条）へと転換がなされた。改正法は2008年5月から有効となり、フェアユースが認められる目的の例として個人学習、調査、批評、報道、引用、教育機関による教授や試験などを挙げるが、それに限っていない。改正法には、アメリカ合衆国著作権法におけるフェアユース規定（合衆国法典第17編第107条 17 U.S.C. § 107）と同じく、利用がフェアユースに該当するか否かの判断基準となる4項が挙げられている。
2009年9月2日は、テルアビブ地方裁判所が「The Football Association Premier League Ltd. v. Ploni」のケースにおいて、フェアユースなどの「公衆の権利」は1948年人権宣言などから導かれる「権利」とし、著作物利用者の法的権利は、利用者の活動を許可する著作権者の義務に伴うとした。この判決において、裁判所は前述した改正法の4項目と共に、「en: Kelly v. Arriba Soft Corp.」 や 「en:Perfect 10, Inc. v. Amazon.com, Inc.」といった米国の判例を引用し、無許諾のストリーミングがたとえ営利で行われたとしても、大きな社会的な価値と恩恵があるのであればフェアユースに値するとした。これは、「利用の目的と性質」における「変形利用」の考え方に準じるといえる。

### 日本
日本国著作権法においても、著作権の効力が及ばない著作物の利用行為が規定されている（日本国著作権法30条〜47条の3）。しかし日本国著作権法における著作権の制限規定は、著作権の効力が及ばない著作物の利用態様を個別具体的に列挙したものである点でそれを一般的抽象的に規定したアメリカ合衆国著作権法におけるフェアユース規定（合衆国法典第17編第107条 17 U.S.C. § 107）とは異なる。
日本において日本国著作権法30条 - 47条の3によって定められた範囲を超えて著作物を利用した場合に、フェアユースの抗弁によって著作権侵害を否定できるかがしばしば論点となる。著作権法1条（法目的）に見られる「文化的所産の公正な利用に留意」の文言に基づいてフェアユースの抗弁を認める説も存在するが、現在のところそれを認めた裁判例は存在しない。逆に「ラストメッセージin最終号事件」や「ウォール・ストリート・ジャーナル事件」のようにフェアユースを否定した判例は存在する。
もっとも権利濫用（民法1条3項）、公序良俗違反（民法90条）、黙示許諾といった民法上の法理に基づく抗弁によって（著作権の行使を免れるという点で）フェアユースに類似する法的効果が認められる余地はある。ただし権利濫用は基本的に著作権者側の行為態様を、公序良俗違反は国家秩序や社会道徳をそれぞれ問題とするものであるのに対し、フェアユースの場合は著作物の利用者側の事情を問題とするものであるため必ずしも重なり合うものでもない。また黙示の許諾がある場合は著作権者による権利処分があったと認定できる場合であり、フェアユースの法理と適用場面が重なるわけではない。
また、「雪月花事件」のように著作権の保護範囲を限定的に解釈することや、「はたらくじどうしゃ事件」のように権利制限の拡張解釈などによって、フェアユース的な利用行為が認められているケースも存在する。引用においては明瞭区別性と付従性の二要件を満たさずとも、著作権法第32条1項に規定された要件を満たせば、引用として認めるという考え方が存在し、法解釈の幅が広い引用はフェアユース的利用を認められやすいと考えられる。
麻生内閣時代の政府の知的財産戦略本部は、日本の著作権法の著作権制限規定は図書館での複製にかかわる第31条をはじめとして著作物利用の個別具体の事例に沿って規定されている一方で技術革新のスピードや変化の速い社会状況においては適切に実態を反映することは困難であることなどからフェアユース規定と同様の著作権制限の一般規定（権利制限の一般規定）を導入することが適当であるとし、文化審議会著作権分科会などで検討され、2010年1月20日、報告書が文化庁傘下の文化審議会著作権分科会法制問題小委員会に提出された。
もっとも検討されるのみで、現在までのところフェアユース規定は法律化されていない。法学者の斉藤博は、日本の法体系上、制定法を重視しているため、（判例で法律が作られていくコモン・ロー上で定められた）フェアユースの思想は日本では受け入れ難いとしている。2016年10月24日、日本新聞協会・日本映画製作者連盟・日本音楽事業者協会・日本雑誌協会・日本書籍出版協会・日本民間放送連盟・日本レコード協会の7つの団体は、文化審議会著作権分科会が「柔軟な権利制限規定」として導入を検討しているフェアユース条項に対し、こうした条項は、フェアユース下においても違法である著作権侵害を、「これはフェアユースだ」と居直るものが現れたり、正しい知識を持たずに誤って侵害してしまうものが現れたりする恐れがあるとし、反対する意見書を文化庁に提出した。